# 鰲躍龍翔
22°37′25″N 120°17′25″E / 22.623633°N 120.290277°E
鰲躍龍翔，是2001年高雄燈會主燈，楊奉琛作品，以神話動物鰲魚為造型，燈會結束後永久保存在高雄市前金區原地的愛河畔。

## 主燈創新
1994年，臺北燈會成為叫好又叫座的觀光活動，地方便有建議觀光局將燈會移師到南臺灣舉行並改稱「臺灣燈會」。2000年5月3日，總統當選人陳水扁在高雄縣勞工育樂中心舉辦謝票感恩晚會，宣布為對南臺灣重視，明年臺北燈會要移師高雄舉行，往後每年輪流舉辦。30日，交通部觀光局副局長賴瑟珍表示，台北燈會明年停辦，改辦高雄燈會，仍將保留原燈會的特色，如設置生肖主題燈。
原先臺北燈會自第二屆開始以輪值生肖作主燈主題，至2000年已輪過十個生肖。2000年9月1日，高雄都會發展文教基金會與高雄東區扶輪社共同主辦一項名為「高雄市景觀藝術新地標」座談會上，扶輪社提出由藝術家鄭春雄創作鰲魚的模型，以建議放在鼓山區哨船頭公園作為地標。儘管還因各界爭論多而讓捐贈團體改贈捐血車，高雄市長謝長廷認為鰲魚符合高雄市發展為海洋首都的上進意涵，便計劃2001年燈會移至高雄舉行時，主燈也以此為主軸設計。作為之前臺北燈會顧問的曾永義便於2000年9月提交主燈名為「鰲躍龍翔」、及開燈步驟「港都氣象、燦爛輝煌、吞吐無量、包容萬方、蒸蒸日上、鰲躍龍翔」，以作為海中大魚的鰲魚象徵高雄市為海都。
12月22日，交通部觀光局公布燈會主燈名「鰲躍龍翔」。此引起議員曾長發指責「鰲躍龍翔」的「鰲」是龜，質疑謝長廷市府把高雄人當成了烏龜、蛇年改成了龜年。 28日，燈會召集人市府副秘書長姚文智表示過去燈會主要被定位成民俗年節的活動，主燈是依十二生肖排列，到今年剛好十二年，為賦予不同的年節氣氛，市府與承辦的高雄市廿一世紀都市發展協會自今天起至明年1月11日共舉行「海洋十二生肖」票選活動，以求傳統精神之下創造出新的意義來、既能將年節的氣味與海洋首都相結合，更能發揮民眾的想像力與創造力。若將此次燈會視為臺灣燈會，2019年豬年主燈「巨鮪來富」為再次不以生肖為主燈。
2001年1月12日，龍頭魚尾的主燈造型公布。設計者楊奉琛取自女媧補天的大鰲用四肢頂住天作靈感，說明且「鰲」與「熬」音同以象徵高雄繼續奮發向前，成為海洋首都的意謂。主體是以不鏽鋼片製成，內裝約五萬盞燈搭配350個迴路來讓燈光每秒皆能變化。燈座由高雄市的弦總企業承包，能用20萬瓦電力來3分鐘轉一圈。
此次主燈基座原是高雄市民生二路與河東路口交叉口、愛河畔的汙水截流站機房。為了主燈與周邊配合，楊奉堔之前多次南下觀察後才決定造型與材質。主燈和基座共25公尺的高度，可超越愛河畔多棟大樓，使民眾不必靠近也可以見到主燈閃耀。

## 登場過程

背側

2001年1月14日，高雄市副市長林永堅主持安座。因一旁就是高雄國賓大飯店，吸引遊客訂房來就地利之便賞燈會。
2月2日晚7點，交通部次長蔡堆舉行試燈。2月7日晚7點，總統陳水扁舉行啟燈後，主燈先是轉一圈，再施放夜空與水上的煙火，煙瀑上並秀出「2001高雄燈會」字樣，為燈會掀起高潮。
主燈花費為新台幣1250萬元，依往例由中華電信捐贈。中華電信並在燈會現場販售此圖案的電話卡。

## 永久保存
2001年2月9日，市長謝長廷表示主燈在燈會結束後將永久放置愛河畔。市府將主燈核定為紀念性建築，以作永久保留。業者在旁設浮動碼頭、咖啡座。王慶鐘、王俊盛、洪廣煜、陳炳宏、洪根深、薛清茂、林進忠聯合創作的水墨作品《愛河行旅圖》，將主燈做為愛河的地標入畫。同樣在高雄保存的台灣燈會主燈還有楠梓陸橋附近的「馳騖寰宇」。
之後，謝長廷開始收集各類型的鰲魚作品。像是南非武官挾持事件的Edward McGill Alexander在該年4月18日拜會謝長廷時，收到陶製的鰲魚及高雄元宵燈會相片。2004年2月2日，謝長廷和黃志農的鰲魚收藏物在高雄85大樓74樓展覽。民間傳說則以主燈名的「鰲」，暗示市長謝長廷會有鰲拜的野心與落敗。
韓國瑜在2018年中華民國直轄市長及縣市長選舉當選高雄市長後，以「鰲躍龍翔、南方崛起」為就職典禮名，12月25日於主燈前就職。